# 구성초등학교 (경기)
구성초등학교는 대한민국 경기도 용인시 기흥구 마북동에 있는 공립 초등학교이다.

## 학교 연혁
| 1934년 | 9월 20일  | 설립인가                                 |
| 1935년 | 5월 12일  | 구성공립보통학교(4년제) 개교             |
| 1938년 | 4월 1일   | 구성공립심상소학교로 개칭                |
| 1941년 | 4월 1일   | 구성공립국민학교로 개칭                  |
| 1942년 | 4월 10일  | 6년제로 연장                             |
| 1982년 | 3월 10일  | 병설유치원 개원                          |
| 1996년 | 3월 1일   | 구성초등학교로 개칭                      |
| 1996년 | 9월 19일  | 급식소 준공(105평 준공)                  |
| 2004년 | 12월 22일 | 도서실, 발명공작실 개관                  |
| 2007년 | 9월 1일   | 과학실 현대화 사업 및 시청각실 설치      |
| 2008년 | 4월 23일  | 다목적 강당 및 급식소 준공               |
| 2009년 | 2월 26일  | 영어체험실 개관                          |
| 2016년 | 2월 12일  | 제79회 졸업(2015학년도 80명, 총 7280명)  |
| 2016년 | 3월 1일   | 25학급 편성(특수 2학급 포함)             |
| 2016년 | 3월 1일   | 제19대 나금숙 교장 취임                  |
| 2017년 | 2월 14일  | 제80회 졸업(2016학년도 107명, 총 7387명) |
| 2017년 | 3월 1일   | 26학급 편성(특수 2학급 포함)             |

## 참고 자료
- 구성초등학교 - 한국교육학술정보원 학교알리미